# Sam Pillsbury
Sam Pillsbury, né à Waterbury (Connecticut), est un réalisateur et producteur américain.

## Filmographie partielle

### Cinéma
Réalisateur
- 1982 : L'Épouvantail de mort (The Scarecrow)
- 1991 : Into the Badlands
- 1991 : Zandalee
- 1997 : Sauvez Willy 3
- 1998 : Un choix difficile
- 2003 : Le Destin d'Audrey (Audrey's Rain)
- 2003 : Crooked Earth
- 2003 : Un été avec mon père (The King and Queen of Moonlight Bay)
- 2009 : Endless Bummer

Producteur et scénariste
- 1985 : Le Dernier Survivant, de Geoff Murphy

### Télévision  (téléfilms)
- 1996 : Le Prix du silence
- 1996 : Panique sur le grand huit
- 1998 : Un choix difficile (15 ans et enceinte[réf. nécessaire])
- 2001 : La Robe de mariée (The Wedding Dress)
- 2004 : Une famille pour la vie